# Liste der Baudenkmale in Potsdam/N
Dieser Teil der Liste beinhaltet die Denkmale in Potsdam, die sich in Straßen befinden, die mit N beginnen. Der Stand der Liste ist der 31. Dezember 2020.

## Legende
In den Spalten befinden sich folgende Informationen:
- ID-Nr.: Die Nummer wird vom Brandenburgischen Landesamt für Denkmalpflege vergeben. Ein Link hinter der Nummer führt zum Eintrag über das Denkmal in der Denkmaldatenbank. In dieser Spalte kann sich zusätzlich das Wort Wikidata befinden, der entsprechende Link führt zu Angaben zu diesem Denkmal bei Wikidata.
- Lage: die Adresse des Denkmales und die geographischen Koordinaten. Link zu einem Kartenansichtstool, um Koordinaten zu setzen. In der Kartenansicht sind Denkmale ohne Koordinaten mit einem roten beziehungsweise orangen Marker dargestellt und können in der Karte gesetzt werden. Denkmale ohne Bild sind mit einem blauen bzw. roten Marker gekennzeichnet, Denkmale mit Bild mit einem grünen beziehungsweise orangen Marker.
- Bezeichnung: Bezeichnung in den offiziellen Listen des Brandenburgischen Landesamtes für Denkmalpflege. Ein Link hinter der Bezeichnung führt zum Wikipedia-Artikel über das Denkmal.
- Beschreibung: die Beschreibung des Denkmales
- Bild: ein Bild des Denkmales und gegebenenfalls einen Link zu weiteren Fotos des Baudenkmals im Medienarchiv Wikimedia Commons

## Baudenkmale
| ID-Nr.   | Lage                                                                                          | Bezeichnung | Beschreibung | Bild |
| -------- | --------------------------------------------------------------------------------------------- | --- | --- | --- |
| 09155804 | Brandenburger Vorstadt Nansenstraße 5-6, 15 / Dr.-Rudolf-Tschäpe-Platz (Lage)                 | Erlöserkirche mit Platzanlage, Gemeindehaus und Pfarrhäusern | Das neogotische Gebäude nebst verschiedenen Gemeindebauten wurde 1896 bis 1898 nach den Plänen von Gotthilf Ludwig Möckel, Ferdinand Krüger und Arthur Kickton errichtet. Zum Ende des Zweiten Weltkriegs wurde die Kirche beschädigt und bis 1947 wieder instand gesetzt. | weitere Bilder |
| 09155813 | Brandenburger Vorstadt Nansenstraße 18-24 (Lage)                                              | Mietwohnhäuser mit Vorgärten und Einfriedungen | | Mietwohnhäuser mit Vorgärten und Einfriedungen |
| 09156203 | Nauener Vorstadt Nedlitzer Straße, Friedrich-Klausing-Straße, Graf-von-Schwerin-Straße (Lage) | Kaserne des 2. und 4. Garde-Feldartillerie-Regiments, „Rote Kaserne“ mit zwei Kontrollhäusern und Garagentrakt, Pferdestallanlagen mit Reithalle und zwei Reitplätzen, vier Mannschaftsgebäuden, zwei Wirtschaftsgebäuden, Sporthalle, später Kino, Verwaltungsgebäude (Montierungskammer), Stabsgebäude                                                    | Die Kaserne wurde 1892 bis 1895 für das 2. und 4. Garde-Feldartillerie-Regiment, vorwiegend aus roten Ziegelsteinen gebaut. | weitere Bilder |
| 09155983 | Babelsberg Nord Neue Straße 3 (Lage)                                                          | Kolonistenhaus in der alten „Kolonie Nowawes“ | | Kolonistenhaus in der alten „Kolonie Nowawes“ |
| 09156654 | Babelsberg Süd Neuendorfer Anger 1 (Lage)                                                     | Alte Neuendorfer Kirche, „Oktogon“ | Die Neuendorfer Kirche wurde von 1850 bis 1853 durch Christian Heinrich Ziller nach Ideen König Friedrich Wilhelms IV. und Entwürfen Hesses errichtet. | weitere Bilder |
| 09155840 | Babelsberg Süd Neuendorfer Anger 2-18 (Lage)                                                  | Mittelalterlicher Dorfkern mit Platz, Kirche und Gehöftanlagen | | Mittelalterlicher Dorfkern mit Platz, Kirche und Gehöftanlagen |
| 09156720 | Babelsberg Süd Neuendorfer Anger 13 (Lage)                                                    | Ehemaliges Lehnschulzenhaus | | Ehemaliges Lehnschulzenhaus |
| 09157027 | Babelsberg Süd Neuendorfer Anger 18 (Lage)                                                    | Wohnhaus mit Scheune, Hofpflasterung und Einfriedung | | Wohnhaus mit Scheune, Hofpflasterung und Einfriedung |
| 09155006 | Nördliche Innenstadt Neuer Markt (Lage)                                                       | Platzraum, Stallplatz, seit Ende des 17. Jahrhunderts Marktplatz | | Platzraum, Stallplatz, seit Ende des 17. Jahrhunderts Marktplatz |
| 09156180 | Drewitz Nuthedamm 29 (Lage)                                                                   | Reste der Vierseithofanlage „Alter Hoff“ | | [[Vorlage:Bilderwunsch/code!/C:52.361221,13.121384!/D:Drewitz Nuthedamm 29, Reste der Vierseithofanlage „Alter Hoff“!/\|BW]] |
| 09157033 | Teltower Vorstadt Nuthewinkel 14a-c (Lage)                                                    | Landwirtschaftshof der Provinzialanstalt für Epileptische, bestehend aus Krankenhaus (heute Hauptwohngebäude), Scheune, Wagenremise und Schuppen, Stallgebäude mit Wohnung Viehstall-Ensemble, unterteilt in: Kuhstall, Vogthaus und weiteren Stall (ohne eingeschossigen Anbau), Spritzenhaus (Holzschuppen) mit Hofpflasterung und Resten der Einfriedung | Das Krankenhaus wurde im 21. Jahrhundert zu einem Wohngebäude umgebaut. | [[Vorlage:Bilderwunsch/code!/C:52.381821,13.082935!/D:Teltower Vorstadt Nuthewinkel 14a-c, Landwirtschaftshof der Provinzialanstalt für Epileptische, bestehend aus Krankenhaus (heute Hauptwohngebäude), Scheune, Wagenremise und Schuppen, Stallgebäude mit Wohnung Viehstall-Ensemble, unterteilt in: Kuhstall, Vogthaus und weiteren Stall (ohne eingeschossigen Anbau), Spritzenhaus (Holzschuppen) mit Hofpflasterung und Resten der Einfriedung!/\|BW]] |